# Rede de lojas
Uma cadeia de lojas ou rede de lojas é um ponto de venda no qual vários locais compartilham uma marca, uma administração central e práticas comerciais padronizadas. Elas passaram a dominar muitos mercados de varejo, mercados de restaurantes e categorias de serviços em muitas partes do mundo. Um estabelecimento de varejo de franquia é uma forma de cadeia de lojas. Em 2005, a maior cadeia de varejo do mundo, o Walmart, tornou-se a maior corporação do mundo com base nas vendas brutas.

## Histórico

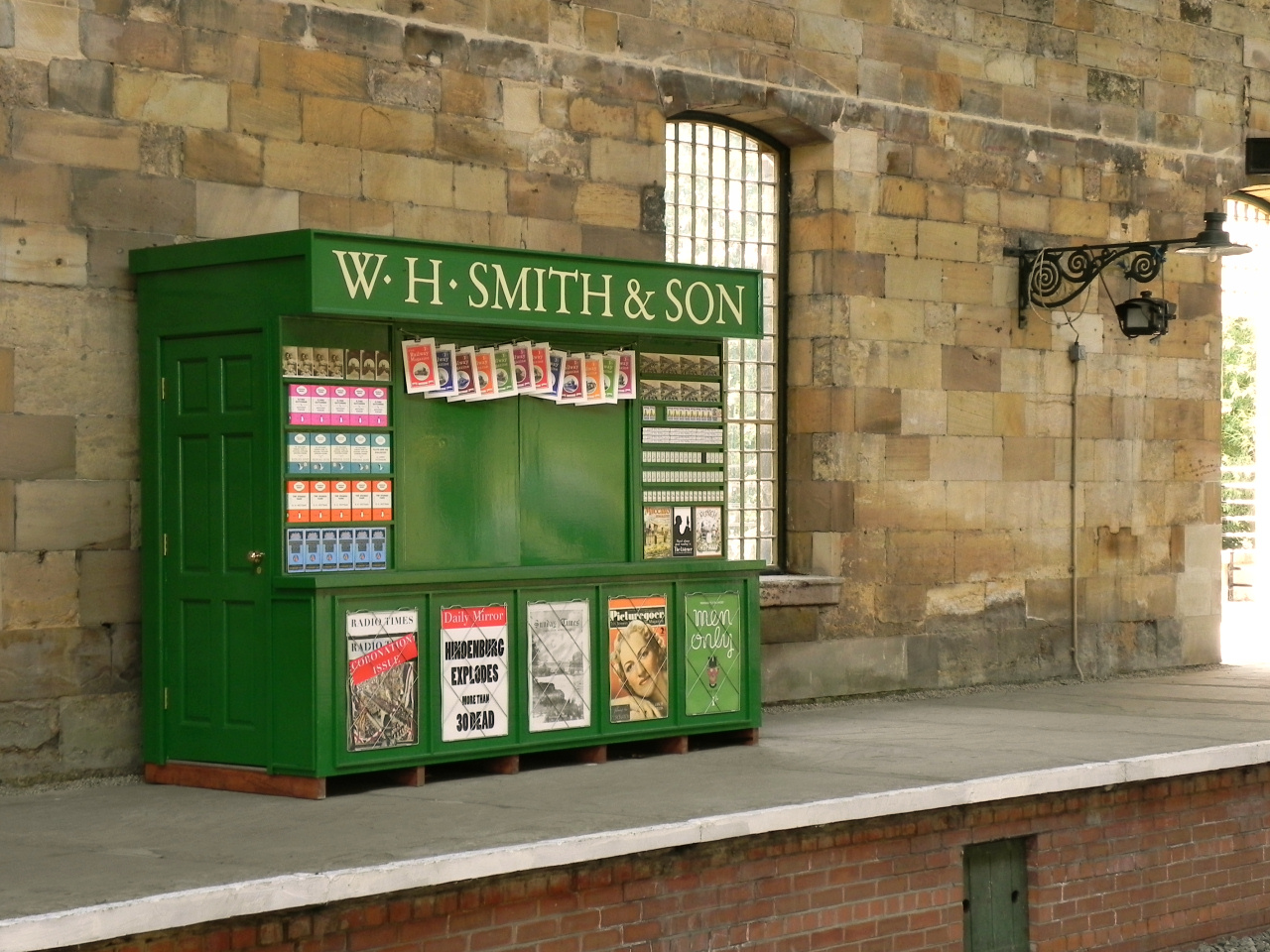
Banca da W.H. Smith na estação ferroviária de Pickering, em North Yorkshire

Em 1792, Henry Walton Smith e sua esposa Anna fundaram a W.H. Smith como uma banca de jornais em Londres, que se tornaria uma preocupação nacional em meados do século XIX, sob a administração de seu neto William Henry Smith. A mais antiga cadeia de varejo nacional do mundo, a empresa aproveitou o boom ferroviário durante a Revolução Industrial, abrindo bancas de jornal nas estações ferroviárias a partir de 1848. A empresa, agora chamada WHSmith, tinha mais de 1.400 locais em 2017.
Nos Estados Unidos, as cadeias de lojas provavelmente começaram com a J. Stiner & Company, que operava várias lojas de chá na cidade de Nova York por volta de 1860. Em 1900, George Huntington Hartford havia transformado a The Great Atlantic & Pacific Tea Company (A&P), originalmente uma distribuidora de chá sediada em Nova York, em uma cadeia de supermercados com quase 200 lojas. Dezenas de outras mercearias, farmácias, tabacarias e lojas de variedades abriram outros locais na mesma época, de modo que as cadeias de varejo eram comuns nos Estados Unidos em 1910. Várias legislaturas estaduais consideraram medidas para restringir o crescimento das cadeias e, em 1914, a preocupação com as cadeias de lojas contribuiu para a aprovação da Lei da Comissão Federal de Comércio [en] e da Lei Antitruste Clayton.

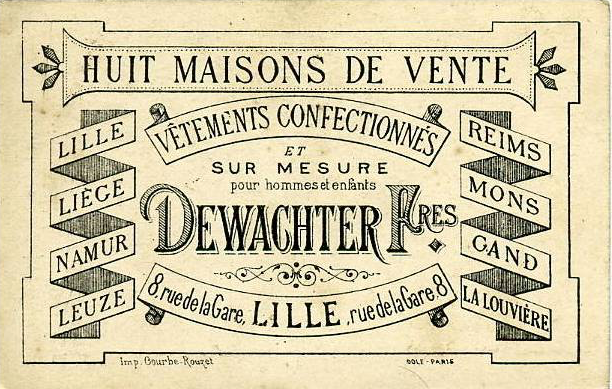
Anúncio de cartão postal listando oito cidades onde a Dewachter Frères oferecia "roupas prontas para usar e sob medida para homens e crianças". c. 1885

Isidore, Benjamin e Modeste Dewachter criaram a ideia da cadeia de lojas de departamentos na Bélgica em 1868, dez anos antes de a A&P começar a oferecer mais do que café e chá. Eles começaram com quatro locais para as Maisons Dewachter: La Louvière, Mons, Namur e Leuze. Mais tarde, eles foram incorporados como Dewachter Frères em 1º de janeiro de 1875. Os irmãos ofereciam roupas prontas para uso para homens e crianças e roupas especiais, como roupas de montaria e roupas de praia. Isidore possuía 51% da empresa, enquanto seus irmãos dividiam os 49% restantes. Sob a liderança de Isidore (e mais tarde de seu filho Louis), a Maisons Dewachter se tornaria um dos nomes mais reconhecidos na Bélgica e na França, com lojas em 20 cidades e vilas. Algumas cidades tinham várias lojas, como Bordeaux, na França. Louis Dewachter também se tornou um artista de paisagens conhecido internacionalmente, pintando sob o pseudônimo de Louis Dewis.
No início da década de 1920, as cadeias de varejo estavam bem estabelecidas nos Estados Unidos, sendo a A&P, a Woolworth's, a American Stores e a United Cigar Stores as maiores. Na década de 1930, as cadeias de lojas atingiram a maioridade e pararam de aumentar sua participação total no mercado. As decisões judiciais contra o corte de preços das cadeias surgiram já em 1906, e as leis contra as cadeias de lojas começaram na década de 1920, juntamente com as contramedidas legais dos grupos de cadeias de lojas. Os impostos estaduais sobre as cadeias de lojas foram confirmados pela Suprema Corte dos EUA em 1931. Entre essa época e 1933, 525 projetos de lei sobre impostos em cadeias de lojas foram apresentados nas legislaturas estaduais e, no final de 1933, impostos especiais sobre cadeias de varejo estavam em vigor em 17 estados.

## Características
Uma cadeia de lojas é caracterizada pela relação de propriedade ou franquia entre a empresa ou ponto de venda local e uma empresa controladora.

### Diferença entre uma "cadeia" e uma fórmula de varejo
Embora as cadeias sejam normalmente "formula retail", uma cadeia se refere à propriedade ou franquia, enquanto "formula retail" ou "formula business" se refere às características do negócio. Há uma sobreposição considerável porque a principal característica de um negócio de formula retail é que ele é controlado como parte de uma relação comercial e, geralmente, faz parte de uma cadeia. No entanto, a maioria das regulamentações municipais codificadas se baseia em definições de formula retail (por exemplo, formula restaurants [en]), em parte porque uma restrição direcionada a "cadeias" pode ser considerada uma restrição inadmissível ao comércio interestadual (nos EUA), ou por exceder a autoridade de zoneamento municipal (ou seja, regulamentar "quem é o proprietário" em vez das características do negócio). As restrições não codificadas às vezes têm como alvo as "cadeias". Uma lei municipal pode tentar proibir "formula business" para manter o caráter de uma comunidade e apoiar negócios locais que atendam à vizinhança.

### Declínio
As cadeias de lojas do tipo brick and mortar (B&M) estão em declínio, já que o varejo passou a fazer compras on-line, levando a taxas de vacância de varejo historicamente altas. A centenária rede RadioShack passou de 7.400 lojas em 2001 para 400 lojas em 2018. A FYE é a última cadeia de lojas de música remanescente nos Estados Unidos e diminuiu de mais de 1.000 em seu auge para 270 locais em 2018. Em 2019, a Payless ShoeSource declarou que fecharia todas as 2.100 lojas restantes nos EUA.

## Cadeia de restaurantes

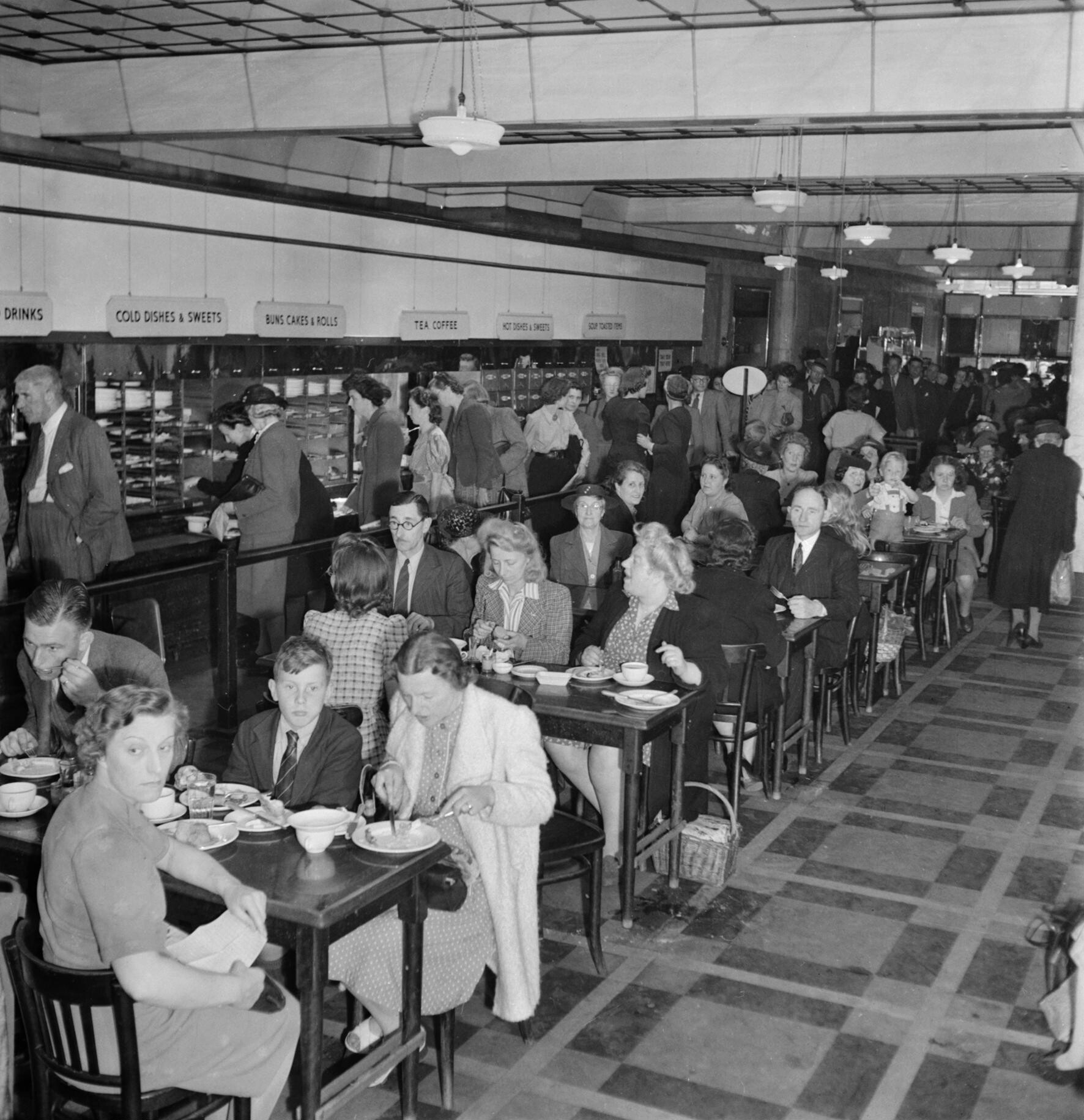
Abertura da primeira de sua cadeia de lojas de chá em 1894, filial da Lyons em Reading, Berkshire, fotografada em 1945

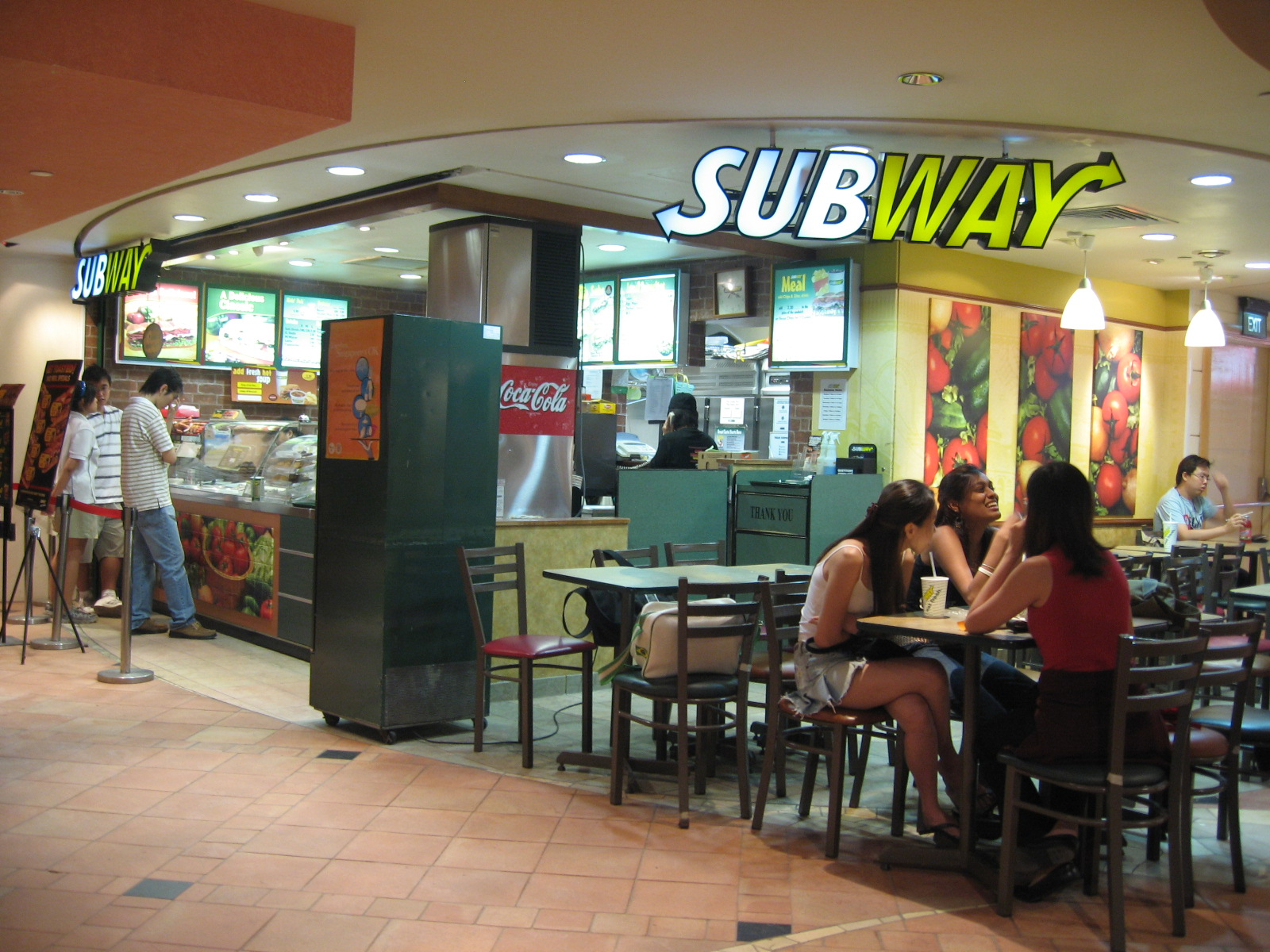
Um restaurante da franquia Subway

Uma cadeia de restaurantes é um conjunto de restaurantes relacionados em muitos locais diferentes que estão sob propriedade corporativa compartilhada ou acordos de franquia. Normalmente, os restaurantes de uma rede são construídos em um formato padrão por meio do desenvolvimento de protótipos arquitetônicos e oferecem um menu e/ou serviços padrão. Os restaurantes de fast food são os mais comuns, mas também existem cadeias de restaurantes com mesas. As cadeias de restaurantes geralmente estão localizadas perto de rodovias, shopping centers e áreas urbanas ou turísticas densamente povoadas.

### Grã-Bretanha
Em 1896, Samuel Isaacs, de Whitechapel, no leste de Londres, abriu o primeiro restaurante de fish and chips (em oposição a um take-away) de Londres, e sua popularidade instantânea levou a uma cadeia de 22 restaurantes localizados em Londres e em resorts à beira-mar no sul da Inglaterra, incluindo Brighton, Ramsgate e Margate. Em 1864, a Aerated Bread Company (ABC) começou a operar uma cadeia de lojas de chá na Grã-Bretanha. A ABC seria ultrapassada como líder no setor pela Lyons, co-fundada por Joseph Lyons em 1884. A partir de 1909, a Lyons começou a operar uma cadeia de lojas de chá que se tornou um elemento básico da High Street no Reino Unido e, em seu auge, a empresa contava com cerca de 200 cafeterias.

## Oposição
O deslocamento de empresas independentes por cadeias de lojas provocou o aumento da colaboração entre empresas independentes e comunidades para evitar a proliferação de cadeias. Esses esforços incluem a organização baseada na comunidade por meio de alianças empresariais independentes (nos EUA e no Canadá) e campanhas de "compra local". Nos EUA, organizações comerciais, como a American Booksellers Association e a American Specialty Toy Retailers, fazem promoção e defesa nacional. ONGs como o New Rules Project e a New Economics Foundation fornecem pesquisas e ferramentas para a educação e a política de negócios pró-independência, enquanto a American Independent Business Alliance fornece assistência direta para a organização em nível comunitário.

## Regulamentação e exclusão
Várias cidades dos Estados Unidos cujos moradores desejam manter seu caráter distinto, como São Francisco; Provincetown, Massachusetts e outros vilarejos de Cape Cod; Bristol, Rhode Island; McCall, Idaho; Port Townsend, Washington; Ogunquit, Maine; Windermere, Flórida e Carmel-by-the-Sea, Califórnia – regulam rigorosamente, e até excluem, as cadeias de lojas. Elas não excluem a rede em si, apenas a fórmula padronizada que a rede usa, descrita como "formula businesses". Por exemplo, muitas vezes pode haver um restaurante de propriedade do McDonald's que vende hambúrgueres, mas não a fórmula de operação da franquia com os arcos dourados e o cardápio, os uniformes e os procedimentos padronizados. O motivo pelo qual essas cidades regulamentam as cadeias de lojas é a estética e o turismo. Os defensores dos "formula restaurants" e do "formula retail" alegam que as restrições são usadas para proteger as empresas independentes da concorrência.